# Alyssum gadorense
Alyssum gadorense är en korsblommig växtart som beskrevs av Philippe Küpfer. Alyssum gadorense ingår i släktet stenörter, och familjen korsblommiga växter. Inga underarter finns listade i Catalogue of Life.